# Casa Senyorial de Jaunmokas
La Casa Senyorial de Jaunmokas (en letó: Jaunmoku muižas pils; en alemany: Schloss Neu-Mocken) és una casa senyorial a la històrica regió de Semigàlia, al Municipi de Tukums de Letònia.

## Història
Presenta una estructura en estil neogòtic dissenyat per l'arquitecte Wilhelm Ludwig Nicholas Bockslaff, i construït el 1901 com a pavelló de caça per a l'alcalde de Riga George Armitstead. Des de 1991 l'edifici ha allotjat un museu que mostra les respectives tècniques i la història de l'activitat forestal al país.